# Aleksander Socha (piłkarz)
Aleksander Socha (ur. 6 lutego 1963 we Wrocławiu) – polski piłkarz, wicemistrz Polski ze Śląskiem Wrocław, występujący na pozycji skrzydłowego.

## Kariera sportowa
W sezonie 1979/1980 debiutował w II lidze w barwach Odry Wrocław, po spadku z ligi grał w Pafawagu Wrocław. W Śląsku debiutował w sezonie 1981/1982, występował do 1990, zdobywając wicemistrzostwo Polski w 1982, Puchar Polski oraz Superpuchar Polski w 1987. W lidze dla Śląska zagrał w 223 spotkaniach, zdobywając 35 bramek. W 1990 wyjechał do Szwajcarii, występował w Ii-ligowych klubach SC Kriens (1990–1992) i SV Schaffhausen (1992–1994).